# コンパニオンプランツ

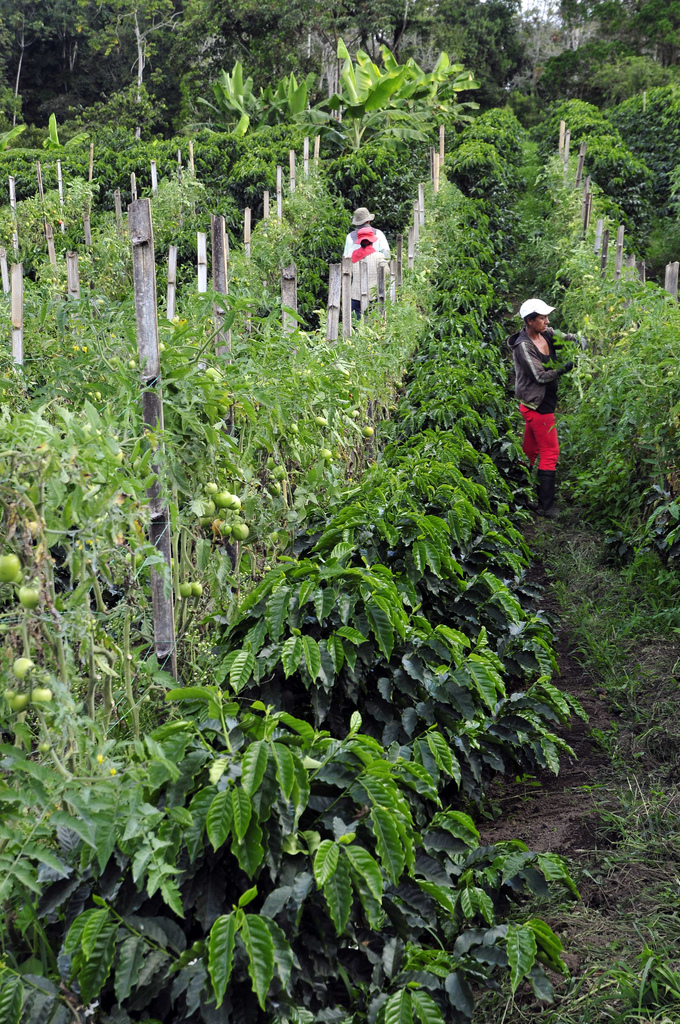
コーヒーと混植されているトマト

コンパニオンプランツ（英語: companion plants）とは、農学や園芸学において、近傍に栽培することで互いの成長によい影響を与え共栄しあうとされる2種以上の植物の組み合わせ、またはそれらの植物のこと。共栄作物（きょうえいさくもつ）、共生植物（きょうせいしょくぶつ）、共存作物（きょうそんさくもつ）とも呼ばれる。コンパニオンプランツを2種類以上、近傍に栽培することを混作、混植と呼ぶ。

## 効果
野菜類等とハーブ類等をうまく組み合わせて一緒に植えると、病害虫を防いだり、成長を促進したり、収穫量が増えたり、風味や芳香を良くしたり等、様々な良い効果を生み出すと言われている。例えばマリーゴールドは線虫に対する殺虫効果をもつため、作物に対する病害の抑制に用いられている。
植物の組み合わせによって、相互に良い効果を与え合う組み合わせと、ある植物が付近の他の植物に良い効果を一方的に与える(付近にある植物が、良い効果として受け取る)組み合わせとがある。またコンパニオンプランツの裏返しで、互いに生育が悪くなる植物の組み合わせも存在する。目的に合わせて上手にコンパニオンプランツを利用すると農薬や肥料が必要なくなるとする主張もある。コンパニオンプランツを利用したが、農薬や肥料を用いることで、かえって益虫がいなくなったとする主張も見られる。
コンパニオンプランツのほとんどは経験的に言われているもので、科学的に解明されている例は少ないとされる。ただしアブラナ科植物とレタス、トウモロコシとマメ科植物、ユウガオと長ネギ等効果が確認されている例も少数ながらあり、また作物に寄生しない種類のアブラムシの宿主となる植物を植栽したり、同様の性質を持つ雑草を温存することで、アブラムシの天敵を農地に増やす、といった例も科学的な根拠が確認されているという。
いずれにせよ必ずしも科学的な根拠が立証されているわけではないものが大半で、一般に言われているものでも期待していた効果が得られないことはあり得る。

## コンパニオンプランツの例

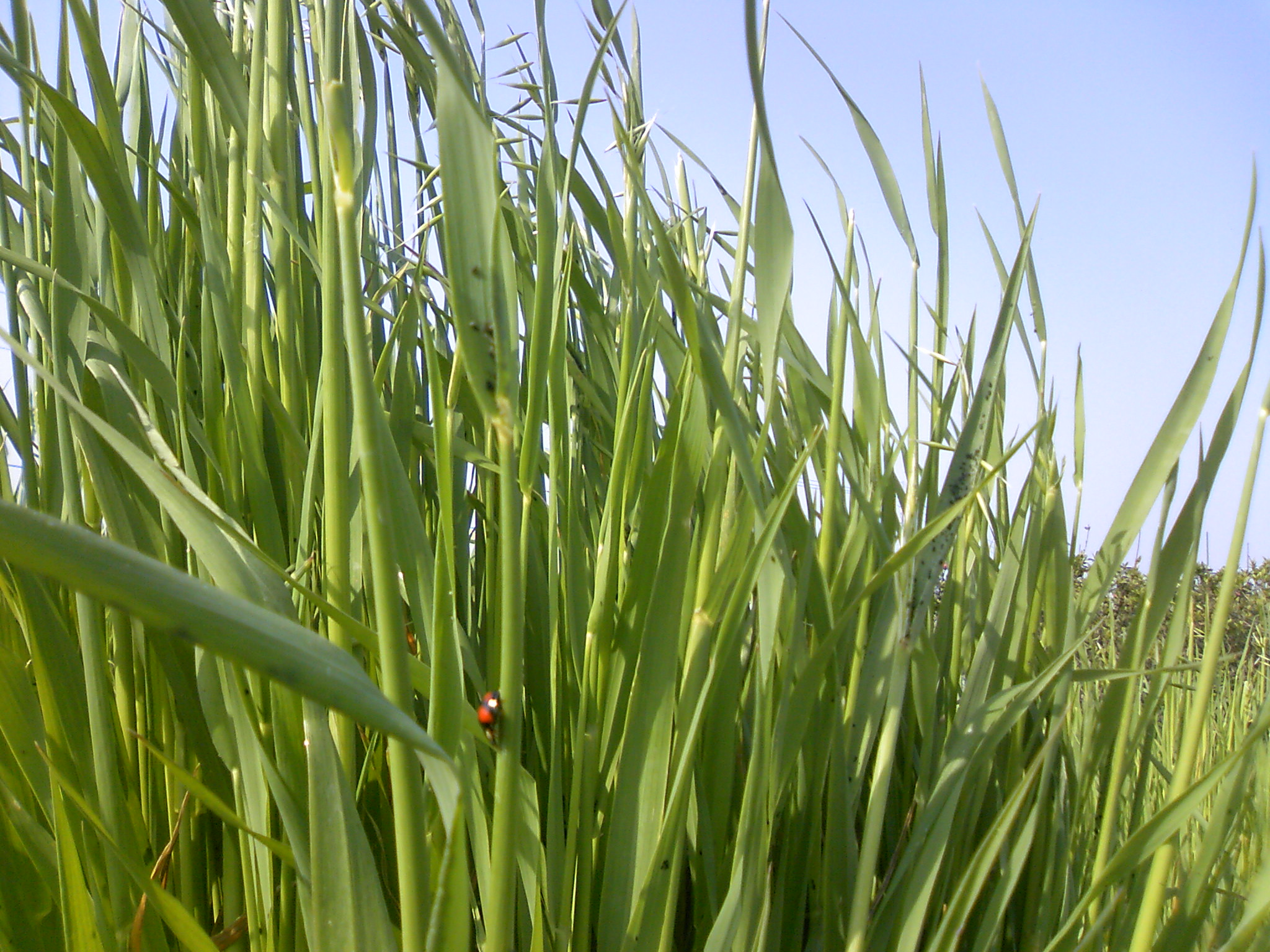
エンバクに付着するアブラムシ(黒い点状の昆虫)を捕食するテントウムシ。アレロパシーにより、キタネグサレセンチュウを防除する効果もある。

例えば、トマトにマリーゴールドやバジルを一緒に植えると、コナジラミなどの害虫を遠ざけ、トマトの生育を助けて味を良くする。コンテナで育てる場合は寄せ植えにすると視覚的にも楽しみも増え、トマトとバジルは料理の相性も良いので、一緒に育てると便利である。

### 良い組み合わせの例
- マリーゴールド＋トマト、ジャガイモ、マメ科、キュウリ[9]
- スイカ、キュウリ、メロン＋ネギ類、ニンニク[9] - ウリ科の土壌病害のフザリウム菌がネギを忌避する[10]。ただしニンニクでは、栽培時期がずれて互いの生育ピークが合わないことに注意する[10]。
- カモミール＋キャベツ、タマネギ[9]
- ラディッシュ＋トマト、ほうれん草、レタス、ニンジン[9]
- レタス＋キャベツ、コマツナ、チンゲンサイ、ミズナ - アブラナ科作物の害虫であるアオムシ、コナガ、キスジノミハムシがキク科のレタスを好まない[10]。
- レタス＋タマネギ、ニンジン、ワケギ、ラディッシュ[9]
- ローズマリー＋マメ科、ニンジン[9]
- ナス＋ソルゴー（コウリャン、ソルガムの一種）[9]
- バジル＋トマト[11]
- とうもろこし、豆、冬カボチャは、アメリカ先住民が行っていたスリーシスターズ農法（英語版）である。豆はトウモロコシを支柱にツタを伸ばし、豆は窒素固定を行い土地を肥沃にして、冬カボチャは地面を覆うように育ち水分を保つ役割を担った[12]。
- にんじん、リーキは、互いの害虫を妨害しあう化学物質を出す。リーキはニンジンサビバエ（英語版）、ニンジンはleek moth（英語版）を妨害する[13]。
- 稲作では、6世紀の中国で書かれた農業書『斉民要術』にアカウキクサ属(アゾラ)が効果があるとされた。空中窒素固定能があり緑肥にも、水面下の雑草抑制の意味でも効果がある[14]。

## 病害虫の予防効果が期待できる植物
予防方法としては、（１）蜜源で益虫を呼び寄せる。（２）害虫の天敵をおびき寄せる匂いを出す。（３）害虫をおびき寄せやすい捕獲作物を植えて、集まってきたところで対処する。
以下の植物に関しては、コンパニオンプランツとしての効果がはっきり示されていない例が多く含まれており注意が必要である。
- クロタラリア（英語版）
別名はコブトリ草。根こぶ病（英語版）を予防する。ネコブセンチュウを駆除する。
- ルリジサ
ミツバチなどを呼び寄せ、受粉を助ける。
- ナスタチウム（キンレンカ）
センチュウやコナジラミ、アブラムシ、アリを遠ざける。
- ネギ類（ネギ、ニラ、チャイブ、ニンニク、ノビル、ギョウジャニンニク、園芸アリウム、タマネギなどAPGⅢ以降の分類でヒガンバナ科ネギ亜科ネギ属に分類されている植物）
ウリ科のつる割病や立枯れ病などを防ぐ。ナス科の連作障害の主要因である病原菌を防ぐ効果もあると言われている。
- セロリ
モンシロチョウを近寄りにくくする。
- バジル
コナジラミやアブラムシを遠ざける。
- マリーゴールド
コナジラミやセンチュウを遠ざける。
- ミント
アブラムシやケムシを遠ざける。
- エビスグサ
ネグサレセンチュウ（キタネグサレ（英語版）、ナミイシュク（英語版）、ユミハリセンチュウなど）を駆除する。マメ科特有の根粒による土壌改善効果や土中の硬盤を粉砕することによる土壌改善効果も持つ。
- ハブソウ
上記エビスグサと同属の近縁種。サツマイモネコブセンチュウ、キタネグサレセンチュウなどに対する防除効果がある。硬盤粉砕や窒素固定の効果も期待できる。
- タヌキマメ
ネコブセンチュウを駆除する。マメ科特有の根粒による土壌改善効果ももつ。
- エンバク類
ネグサレセンチュウを駆除する。緑肥作物として、土壌改善効果ももつ。
- ギニアグラス（フランス語版）
ネコブセンチュウを駆除する。
- ヘアリーベッチ（ナヨクサフジ）
トマトなどの相性のよい植物と一緒に植えることで、雑草を除去したり成長を促進させる。土中の硬盤粉砕。根粒菌や菌根菌との共生による窒素固定、リン酸固定にも期待できる。緑肥としても優秀とされているがアレロパシー報告もあるので後作の作物によっては注意を要する面も含む。